# Islaz (okręg Ilfov)
Islaz – wieś w Rumunii, w okręgu Ilfov, w gminie Brănești. W 2011 roku liczyła 1609 mieszkańców.